# République de Conch
La République de Conch (en anglais Conch Republic, République des Conques) est une micronation fantaisiste constituée dans l'extrême Sud de la Floride aux États-Unis. 

## Histoire

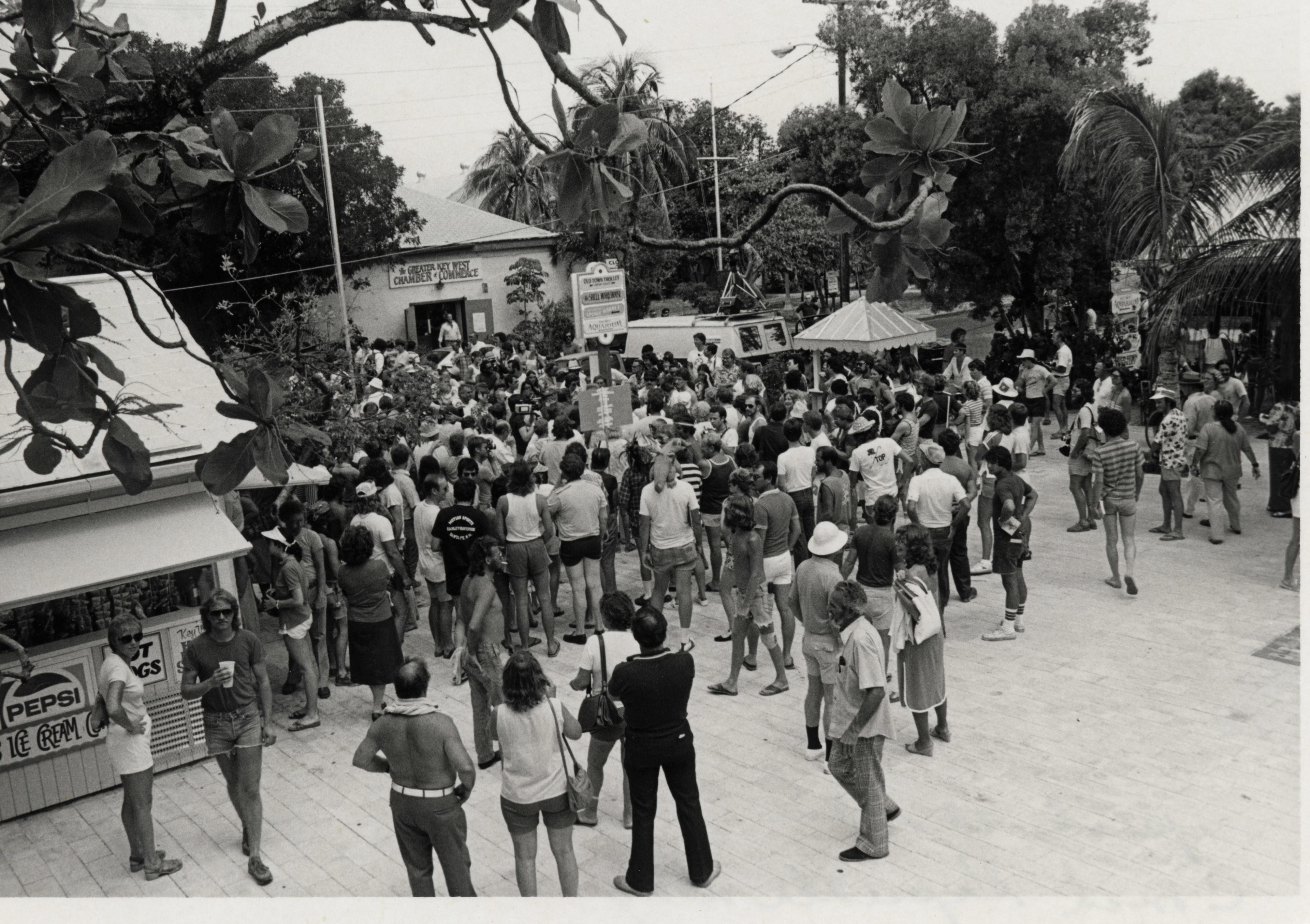
Fondation de la République de Conch (23 avril 1982).

Le 18 avril 1982, des barrages routiers fédéraux sont mis en place sur le seul accès menant à Key West, ralentissant très fortement le trafic routier et ayant un impact néfaste sur le tourisme. Les habitants se plaignent que ces barrages qui visent à contrôler la nationalité et la possession de drogues, se font sur une route intérieure aux États-Unis d'Amérique, et non sur une frontière.
Après plusieurs tentatives infructueuses des autorités municipales pour demander la levée des barrages, mené par Dennis Wardlow (l'actuel président), Key West déclare faire sécession des États-Unis d'Amérique, le 23 avril 1982, puis lui déclare la guerre. Les autorités dirigeantes de la nouvelle République de Conch capitulent quelques minutes plus tard devant les forces militaires des États-Unis. Les barrages sont levés, et la population locale commémore annuellement cette république fantaisiste par des activités loufoques, des fêtes et une foire à l'artisanat.
Des drapeaux, passeports et autres souvenirs sont vendus aux visiteurs.
En 2020, à cause de la pandémie de Covid-19, la fête nationale, le 23 avril, est reportée à fin novembre 2020.

## Administration
Elle est dirigée par le maire de la ville de Key West, Dennis Wardlow. Ce dernier est assisté par Captain Jim Gilleran, secrétaire général de la république de Conch.
Le commandant en chef de l'armée est l'amiral Finbar Gittleman.

## Économie
La monnaie de Conch est le Sand dollar, à parité avec son équivalent américain.

## Devise
La République de Conch a pour devise We seceded where others failed. « Nous avons fait sécession quand d'autres ont échoué », un jeu de mots entre seceded et succeeded (nous avons réussi).

## Hymne national
En 1994, Joe et Meri-Lynn Britz composent l'hymne national de la République de Conch. Il est enregistré par le Key Lime Pie band et, après un vote, accepté par les conseillers municipaux de Key West. La chanson "Working in the Conch Republic" peut être écoutée sur YouTube.